# Ernest Gellner
Ernest Gellner (Parigi, 9 dicembre 1925 – Praga, 5 novembre 1995) è stato un filosofo, antropologo e sociologo inglese.

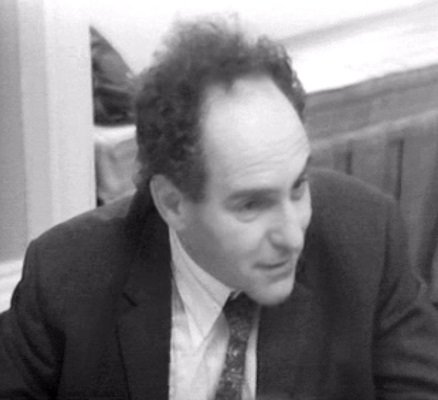
Ernest Gellner nel 1977

Di origine cecoslovacca, la sua famiglia emigrò in Inghilterra nel 1939.
Il suo primo libro, Words and Things (1959) conteneva un attacco alla filosofia linguistica di Oxford, variante inglese della filosofia analitica di ispirazione wittgensteiniana. Professore di Filosofia, logica e metodo scientifico alla London School of Economics dal 1962 al 1984, poi professore di Antropologia sociale (cattedra William Wyse) all'Università di Cambridge fino al 1992, infine direttore del nuovo Centro per lo Studio del Nazionalismo a Praga, Gellner combatté per tutta la vita, con il suo insegnamento, con i suoi interventi, le sue pubblicazioni, contro quelli che definiva sistemi chiusi di pensiero, in particolare il comunismo, la psicoanalisi, il relativismo postmoderno. La modernizzazione della società, il nazionalismo e l'Islam furono i temi centrali della sua indagine sociologica.
Gellner ha difeso la tradizione illuminista e il pluralismo liberale, e si è opposto alle ideologie totalitarie, acquistando una meritata reputazione come un nemico degli idoli intellettuali del Novecento, tra cui soprattutto Marx, Freud e Wittgenstein. Gellner ha difeso il ruolo della ragione come guida per la filosofia e per le scienze umane, e ha criticato le correnti relativiste del pensiero contemporaneo, come lo strutturalismo di Lévi-Strauss, l'antropologia interpretativa di Clifford Geertz, e il postmodernismo. Gellner è stato influenzato da Karl Popper, Raymond Aron e Max Weber. Secondo Perry Anderson, tra tutti i sociologi weberiani, Gellner è quello che è restato più vicino ai problemi intellettuali che erano centrali per Weber.
In occasione della sua morte, è stato descritto dal Daily Telegraph come uno degli intellettuali più importanti del mondo, e dal The Independent come un battagliero sostenitore del razionalismo critico.

## Biografia

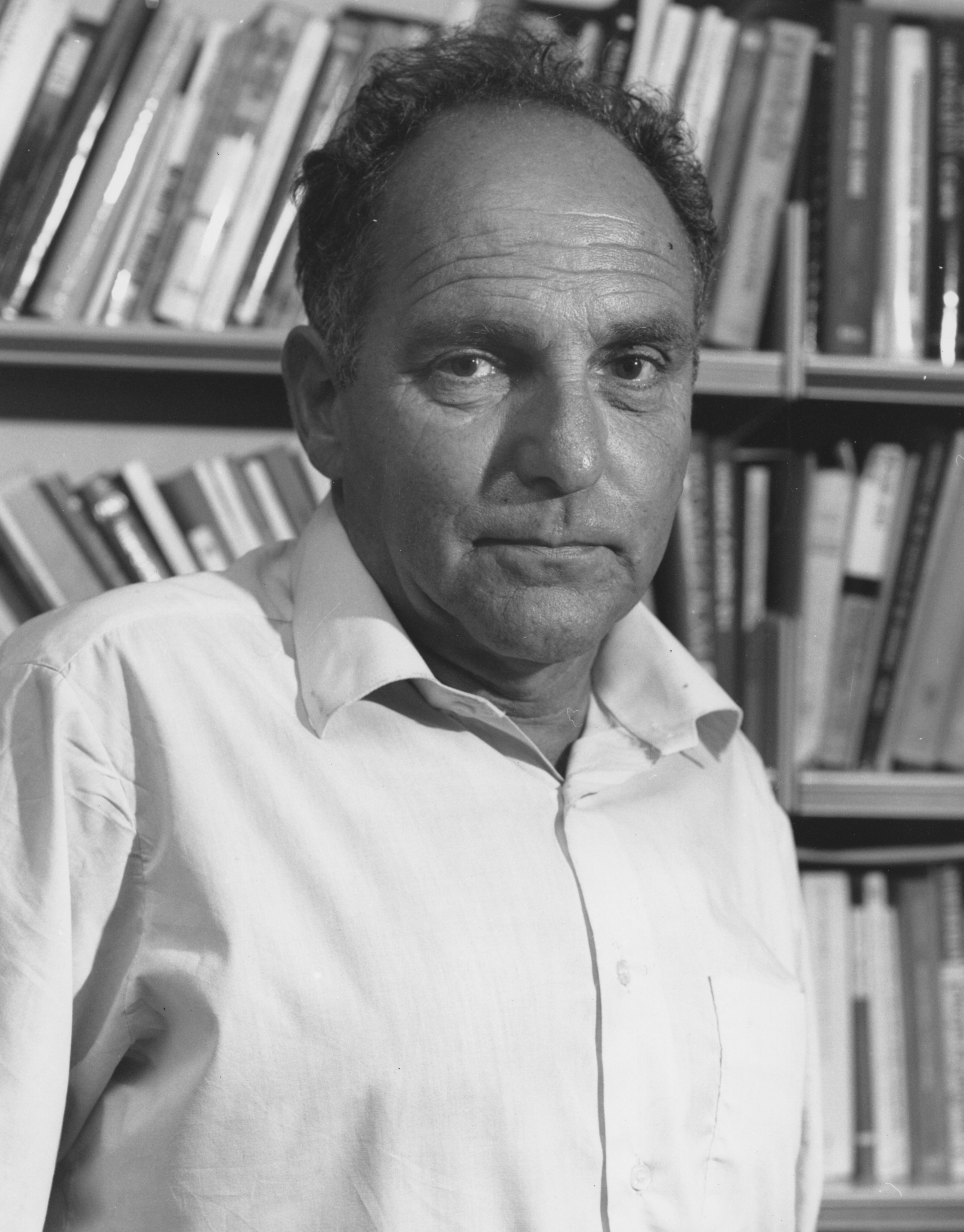
Ernest Gellner nel 1970

Gellner era nato a Parigi e i suoi genitori erano Anna Fantl e Rudolf Gellner, un avvocato e intellettuale di lingua tedesca. Entrambi i genitori erano ebrei di origine boema. Nel 1918 la Boemia aveva formato con la Moravia e la Slovacchia la Repubblica Cecoslovacca. Julius Gellner era suo zio. Gellner passò i suoi primi anni a Praga, frequentando una scuola elementare cecoslovacca, e iscrivendosi in seguito ad un liceo in cui si insegnava in inglese. Era la Praga di Kafka, una città dalle tre culture, cecoslovacca, tedesca ed ebraica, come Gellner disse a John Davis dell'Università di Oxford: l'antisemitismo era diffuso, ma era una città di straordinaria bellezza, che ispirò sempre a Gellner sentimenti di nostalgia e affetto.
Nel 1939, quando Gellner aveva 13 anni, l'ascesa al potere di Adolf Hitler in Germania persuase la sua famiglia a lasciare la Cecoslovacchia e ad emigrare a St. Albans, nella periferia settentrionale di Londra, dove Gellner frequentò la St. Albans Grammar School. All'età di 17 anni ottenne una borsa di studio per il Balliol College di Oxford, come risultato di ciò che Gellner chiamava una "politica coloniale portoghese", che consisteva nel tenere pacifici i nativi con il concedere a quelli di condizione inferiore di frequentare Balliol."

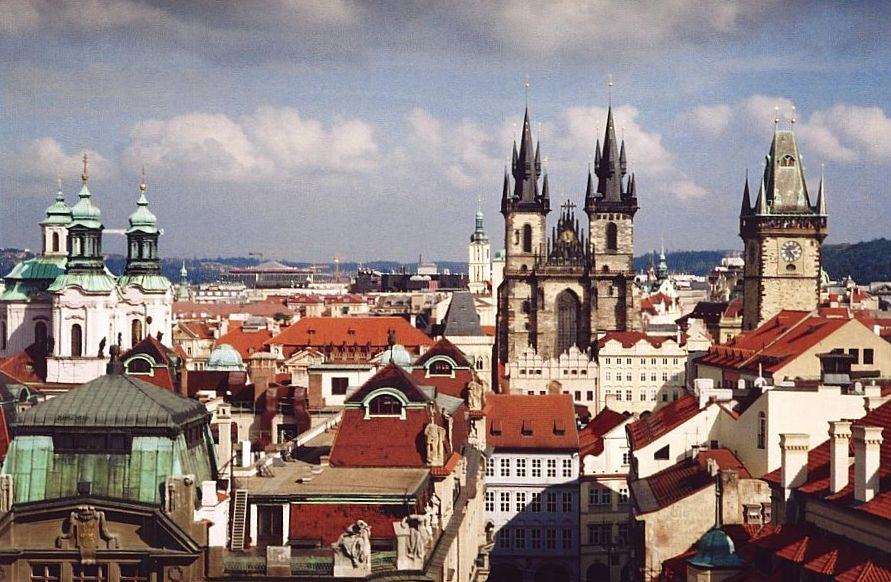
"Prague is a stunningly beautiful town, and during the first period of my exile, which was during the war, I constantly used to dream about it, in the literal sense: it was a strong longing."

Al Balliol, Gellner studiò Filosofia, politica ed economia, specializzandosi in filosofia. Interruppe i suoi studi dopo un anno per arruolarsi nella Prima brigata corazzata cecoslovacca, che prese parte all'assedio di Dunquerque, e quindi tornò a Praga per frequentare l'università per un semestre.
Durante questo periodo, Praga perse la sua forte presa su di lui: prevedendo la presa del potere da parte dei comunisti, decise di ritornare nel Regno Unito. Uno dei suoi ricordi della città nel 1945 era un manifesto comunista su cui era scritto: "Chiunque abbia un distintivo pulito è dentro il Partito", che significava apparentemente che quelli che si erano comportati bene durante l'occupazione tedesca erano i benvenuti. In realtà, diceva Gellner, significava proprio il contrario:
Gellner ritornò al Balliol College nel 1945 per laurearsi, vincendo il premio John Locke nel 1947. In quello stesso anno cominciò la sua carriera accademica presso l'Università di Edimburgo come assistente del Professor John Macmurray nel Dipartimento di Filosofia Morale. Si trasferì alla London School of Economics nel 1949, presso il Dipartimento di sociologia, diretto da Morris Ginsberg. Ginsberg ammirava la filosofia, e credeva che la filosofia e la sociologia fossero discipline molte vicine l'una all'altra.
Leonard T. Hobhouse aveva preceduto Ginsberg come Martin White Professor di Sociologia alla LSE. Il libro di Hobhouse Mind in Evolution (1901) aveva suggerito che la società doveva essere considerata come un organismo, un prodotto dell'evoluzione, con l'individuo come sua unità fondamentale, con il sottinteso che la società sarebbe migliorata con il passare del tempo, una visione teleologica a cui Gellner si opponeva decisamente.
La critica di Gellner alla filosofia linguistica, condotta nel volume Words and Things (1959) si concentrava su J.L. Austin e sulla seconda fase del pensiero di Ludwig Wittgenstein, che venivano criticati per l'insuccesso del loro stesso metodo. Il libro portò a Gellner grandi consensi. Ottenne il Ph. D. in 1961 con una tesi dal titolo "Organizzazione e ruolo di una Zaouia Berbera” e diventò professore di Filosofia, Logica e Metodo scientifico l'anno successivo. Thought and Change venne pubblicato nel 1965, e nel volume State and Society in Soviet Thought (1988), esaminò la possibilità di liberalizzazione dei regimi che si ispiravano al marxismo.
Gellner venne eletto alla British Academy nel 1974. Si trasferì a Cambridge nel 1984 per assumere l'incarico di Presidente del Dipartimento di Antropologia, assumendo l'incarico di William Wyse Professor of Social Anthropology e diventando fellow del King's College, che gli fornì una atmosfera tranquilla in cui gli piaceva stare in compagnia degli studenti bevendo birra e giocando a scacchi. Descritto dall'Oxford Dictionary of National Biography come "brillante, energico, irriverente, birichino, talvolta caparbio, con un senso sarcastico dell'umorismo e dell'ironia," era molto popolare tra i suoi studenti, perché accettava di trascorrere molte ore extra come loro tutor, ed era considerato come un superbo oratore e un insegnante pieno di talento.
Il suo libro Plough, Sword and Book (1988) esaminava la filosofia della storia, e Conditions of Liberty (1994) cercava di spiegare il crollo del comunismo. Nel 1993, fece ritorno a Praga, liberatasi dal comunismo, e alla nuova Central European University, in cui diventò responsabile del Center for the Study of Nationalism, un programma fondato da George Soros, il filantropo multimiliardario americano, per studiare l'ascesa del nazionalismo negli Stati post-comunisti dell'Europa centro-orientale. Il 5 novembre 1995, appena tornato da una conferenza che aveva tenuto a Budapest, fu vittima di un infarto e morì nel suo appartamento di Praga, circa un mese prima del suo settantesimo compleanno.

## Words and Things

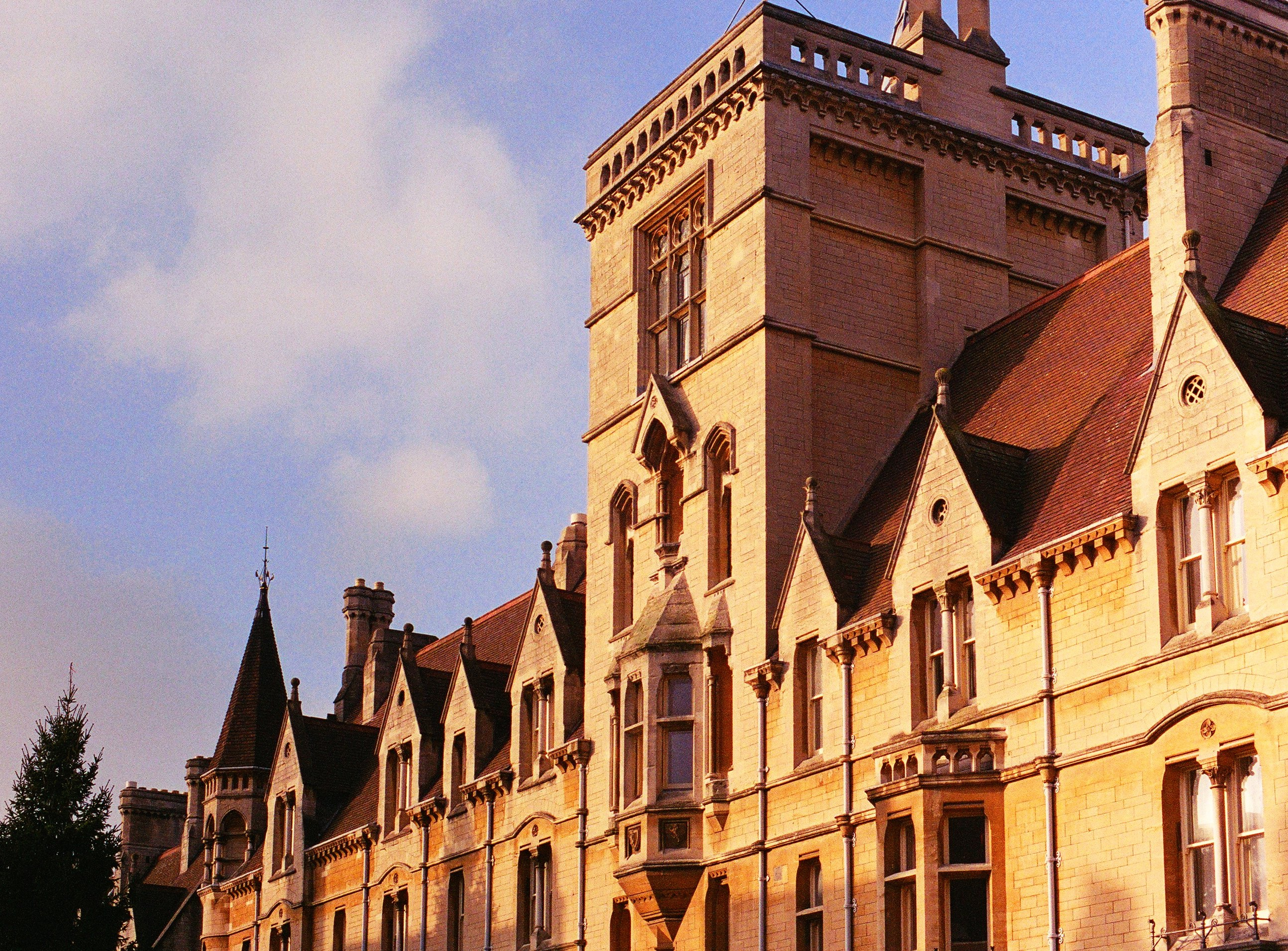
Gellner first encountered the strong hold of linguistic philosophy while at Balliol.

Con la pubblicazione nel 1959 di Words and Things, il suo primo libro, Gellner ottenne fama e notorietà nell'ambiente filosofico inglese, e anche al di là della disciplina, con il suo aspro attacco alla "filosofia del linguaggio ordinario", o "filosofia linguistica". La filosofia del linguaggio ordinario, in una forma o nell'altra, era la corrente dominante a Oxbridge in quel periodo (anche se i filosofi della corrente negavano di far parte di una scuola unificata).
Gellner si scontrò per la prima volta con l'egemonia della filosofia linguistica quando era a Balliol:
Words and Things critica con asprezza l'opera di Ludwig Wittgenstein, J. L. Austin, Gilbert Ryle, Antony Flew, Peter Strawson e molti altri. Ryle rifiutò di far recensire il libro sulla rivista di filosofia Mind (che dirigeva), e Bertrand Russell (che aveva scritto una introduzione favorevole al libro di Gellner) protestò in una lettera al The Times. Ne derivò la risposta di Ryle e una lunga corrispondenza.

## L'interesse per l'antropologia
Fu negli anni Sessanta che Gellner scoprì la sua grande passione per l'antropologia sociale. Chris Hann, Direttore, Max Planck Institute for Social Anthropology scrive che, seguendo l'empirismo di Bronisław Malinowski, Gellner ha fornito importanti contributi alla disciplina nell'arco di alcuni decenni, spaziando da "critiche concettuali all'analisi della parentela a quadri generali per comprendere come fosse possibile l'ordine politico in società prive di Stato, come il Marocco tribale (Saints of the Atlas, 1969); da esposizioni delle opere degli antropologi sovietici a sintesi eleganti delle tradizioni Durkheimiana e Weberiana nella teoria sociale occidentale; e da una grandiosa elaborazione di una "struttura della storia umana" a analisi dell'etnicità e del nazionalismo (Thought and Change, 1964; Nations and Nationalism, 1983)".

## Nazionalismo
Per Gellner, il nazionalismo è essenzialmente un principio politico secondo il quale le unità politiche e le unità culturali devono coincidere. Il nazionalismo è apparso solo nel mondo moderno, e ha dimostrato di essere una necessità sociologica. Nelle epoche precedenti (lo stadio che Gellner definisce agricolo-alfabetizzato) i governanti non erano incentivati a imporre una qualche omogeneità culturale ai governati.
Nella società moderna il lavoro diventa tecnico, consiste nell'operare con una macchina, e per questo bisogna essere addestrati e educati. C'è bisogno di una comunicazione impersonale e indipendente dal contesto, e di un alto livello di standardizzazione culturale. Inoltre, la società industriale ha bisogno di una crescita continua e illimitata – i tipi di occupazione cambiano e nuove capacità devono essere continuamente imparate. Così, l'educazione di base, generale, è più importante dell'educazione specializzata al lavoro. Per mantenere il suo controllo sulle risorse, la sua sopravvivenza e il suo progresso, lo Stato e la cultura nazionale devono coincidere. Il nazionalismo si rivela così come una necessità dell'epoca moderna.

## Opere
- Words and Things, A Critical Account of Linguistic Philosophy and a Study in Ideology (1959). Il libro provocò un acceso dibattito sul Times, tra il 10 novembre e il 23 novembre 1959.
- Thought and Change (1964).
- Saints of the Atlas (1969).
- Contemporary Thought and Politics (1974).
- The Devil in Modern Philosophy (1974).
- Legitimation of Belief (1975).
- Spectacles and Predicaments (1979).
- Soviet and Western Anthropology (1980).
- Muslim Society (1981).
- Nations and Nationalism (1983).
- The Concept of Kinship and Other Essays (1986).
- Relativism and the Social Sciences (1987).
- The Psychoanalytic Movement (1987).
- Culture, Identity and Politics (1987).
- State and Society in Soviet Thought (1988).
- Plough, Sword and Book (1988).
- Postmodernism, Reason and Religion (1992).
- Reason and culture: the historic role of rationality and rationalism (1992)
- Conditions of Liberty (1994).
- Anthropology and Politics: Revolutions in the Sacred Grove, Antropologia e politica (1995).
- Language and Solitude: Wittgenstein, Malinowski and the Habsburg Dilemma (1998).